# Eliurus
Eliurus is een geslacht van zoogdieren uit de familie Nesomyidae. De wetenschappelijke naam van het geslacht werd in 1885 gepubliceerd door Alphonse Milne-Edwards.

## Soorten
Er worden 13 soorten in dit geslacht geplaatst:
- Eliurus antsingy Carleton, Goodman, & Rakotondravony, 2001
- Eliurus carletoni Goodman, Raheriarisena, & Jansa, 2009
- Eliurus danieli Carleton & Goodman, 2007
- Eliurus ellermani Carleton, 1994
- Eliurus grandidieri Carleton & Goodman, 1998
- Eliurus majori O. Thomas, 1895
- Eliurus minor Forsyth Major, 1896
- Eliurus myoxinus Milne-Edwards, 1885
- Eliurus penicillatus O. Thomas, 1908
- Eliurus petteri Carleton, 1994
- Eliurus tanala Forsyth Major, 1896
- Eliurus tsingimbato Jansa, Carleton, Soarimalala, Rakotomalala, & Goodman, 2019
- Eliurus webbi Ellerman, 1949